# 李秉恕
李秉恕（？—？）奉天省奉化县（今梨树县）人，清朝及中华民国政治人物、教育家。

## 生平
李秉恕是清朝生員。后来他留学日本宏文学院。归国后，他担任師範校長。1912年他任北京临时参议院议员。1914年，他任奉天省立第五师范学校校长。1922年，李秉恕曾从奉天致函吴景濂，报告奉天情况及奉系张作霖的动态。